# Lac Castignon
Lac Castignon är en sjö i Kanada.   Den ligger i regionen Nord-du-Québec och provinsen Québec, i den östra delen av landet, 1 300 km norr om huvudstaden Ottawa. Lac Castignon ligger 189 meter över havet. Arean är 97 kvadratkilometer. Den sträcker sig 22,7 kilometer i nord-sydlig riktning, och 9,8 kilometer i öst-västlig riktning.
Trakten runt Lac Castignon är nära nog obefolkad, med mindre än två invånare per kvadratkilometer.